# 河内長野市立三日市小学校
河内長野市立三日市小学校（かわちながのしりつみっかいちしょうがっこう）は、大阪府河内長野市にある公立小学校。

## 沿革
- 江戸時代中期 上田増幅寺及び師匠邸に寺子屋開所
- 1872年（明治5年）8月 真教寺及び阿弥陀寺で郷学校出張所設立
- 1873年（明治6年）6月15日 郷学校2校を合併し第八番小学校を上田増幅寺の庫裏に設立
- 1875年（明治8年）5月 上田小学校に改称
- 1880年（明治13年）2月 堺県管内錦部郡公立上田小学校に改称
- 1887年（明治20年）4月 上田高等小学校を創立
- 1897年（明治30年）7月 上田正法寺跡に移転（現在の市立幼稚園及び敬老院の場所）
- 1924年（大正13年）2月 上田尋常高等小学校に改称
- 1931年（昭和6年）4月 三日市尋常高等小学校に改称
- 1941年（昭和16年）4月 国民学校令の施行により三日市国民学校に改称
- 1947年（昭和22年）4月 学校教育法の施行により三日市小学校に改称
- 1954年（昭和29年）4月 市制の施行により河内長野市立三日市小学校に改称
- 1972年（昭和47年）4月 旧三日市中学校跡に新校舎を竣工し小学校を移転

## 交通
- 南海高野線　三日市町駅から徒歩約12分。